# Forestport Tower
Der Forestport Tower war ein 371 Meter hoher Sendemast für Lang- und Längstwelle in Forestport, New York.
Der Forestport Tower wurde 1950 fertiggestellt und war zum Zeitpunkt seiner Fertigstellung das zweithöchste Bauwerk der Erde. Er spielte bei der Entwicklung der Funknavigationssysteme LORAN-C und OMEGA eine große Rolle.
Da diese Funknavigationssysteme im Kalten Krieg eine große Rolle spielten, galt der Forestport Tower als Symbol des Kalten Krieges. Mit dem Aufkommen von GPS-Satellitennavigation wurde das OMEGA-System abgeschaltet, und der entbehrlich gewordene Forestport Tower wurde am 21. April 1998 durch Sprengung abgerissen.